# Выборы мэра Лондона (2024)
Выборы мэра Лондона 2024 года состоялись 2 мая 2024 года для избрания следующего градоначальника Лондона. Они прошли одновременно с выборами в Лондонскую ассамблею и выборами в местные органы власти в Англии и Уэльсе. В соответствии с Законом о выборах 2022 года голосование на данных выборах впервые прошло по мажоритарной системе, заменив дополнительную систему голосования.

## Предыстория
Садик Хан, занимающий пост мэра Лондона с 2016 года, добивается переизбрания от Лейбористской партии. Консервативная партия объявила бывшего лидера консерваторов Лондонской ассамблеи Сьюзан Холл своим кандидатом, а Партия зёленых выдвинула члена городского совета Зои Гарбетт. Также кандидатуры выставили ещё восемь человек.
В соответствии с Законом о выборах 2022 года данные выборы прошли мажоритарно с использованием cистемы относительного большинства с одним победителем, при которой для победы достаточно получить больше голосов, чем каждый из соперников по отдельности.